# Учитель співу
«Учитель співу» (рос. «Учитель пения») — російський радянський художній фільм, знятий в 1972 році режисером Наумом Бірманом.

## Зміст
Єфрем Миколайович — вчитель співу, який любить свою професію, музику, дітей. Він привабливий і веселий. Учні теж обожнюють свого викладача, за що і дарують йому чудесну собаку. Єфрем Миколайович приносить це миле створіння додому, у тісну квартирку, де він живе з дружиною і дітьми. Та несподівано пес зникає, а вчитель зважується на неординарний крок, щоб повернути домашнього улюбленця.

## Ролі
- Учитель співу:
  - Андрій Попов — Єфрем Миколайович Соломатін

- Діти:
  - Міла Васютинська — Міла
  - Ігор Богданов — Кіра Кондратьєв, учасник хору без слуху, перегортає ноти
  - Міша Єрохін
  - Андрій Дмитрієв — Андрій Вишняков, соліст хору
  - Стасик Трифонов
  - Яків Степанов — Шура
  - Вадик Симонов
  - Петро Таренко

- Дорослі:
  - Людмила Іванова — Клавдія Петрівна Соломатіна, дружина Соломатіна
  - Ірина Алферова — Тамара, дочка Соломатиних
  - Костянтин Кошкін — Діма, син Соломатін
  - Євген Євстигнєєв — інспектор житлової контори
  - Людмила Арініна — Наталія Степанівна, завуч
  - Олександр Дем'яненко — Валерій Сергійович, наречений Тамари, замдиректора фотофабрики
  - Георгій Штиль — перукар, батько Андрія Вишнякова
  - Ірина Мурзаєва — бабуся Міли
  - Ольга Волкова — мама Міли
  - Марина Полбенцева — дама-автомобілістка
  - Віктор Іллічов — Сеня
  - Микола Боярський — голова комісії
  - Віра Титова — дама в перукарні
  - Михайло Девяткин — член комісії
  - Євгенія Сабельникова — Наташа, наречена Діми

- Шпана:
  - Геннадій Дюдяєв
  - Олександр Попов

- Собаки:
  - Тінг
  - Бриг

## Знімальна група
- Автор сценарію: Еміль Брагинський
- Режисер-постановник: Наум Бірман
- Оператор: Олександр Чиров
- Композитор: Веніамін Баснер
- Текст пісень: Олександр Галич (в титрах не вказаний)
- Художники:
  - Віктор Волін
  - Євген Гуків
- Дресура собак: Лідія Острецова

## Пісні
У фільмі звучать пісні:
- «У кутку старовинні годинники» (хор)
- «Ехо» (хор)
- «З чого починається Батьківщина» (хор)
- «Попутна пісня» Глінки (хор)
- «Клен», на вірші Сергія Єсеніна (А.Попов)
- «Щеня на ім'я Пес» (хор)

## Цікаві факти
- На озвучание фільму Ірину Алфьорову не відпустили, її роль озвучила інша актриса. Під час зйомок вона ще була студенткою інституту, студентам заборонялося зніматися в кіно під час навчання.
- Заради епізоду інспектора житлові контори Євген Євстигнієв спеціально приїхав до Ленінграда на один день. Вранці він приїхав поїздом, хвилин 40 поспав на тапчані, після чого заявив, що йому ввечері треба їхати, тому потрібно працювати;
- Учасників дитячого хору зіграли вихованці Хорового училища при Ленінградської капелі. Майже всі хлопчики звідти;
- У початковому сценарії дитячі ролі були для хлопчиків. Але режисер вніс корективи в сценарій і написав роль для Міли Васютинській, яка грала в його попередньому фільмі «Чарівна сила».
- Ноти до візитної пісні «Щеня на ім'я Пес» були заборонені до публікації з причини того, що текст написав Олександр Галич (в титрах не вказаний). На момент запуску фільму у виробництво, Галич знаходився під забороною публікації - в опалі виявилося все його творчість, в тому числі і пісня про щеня. Ноти і текст пісні опублікували лише в 1995 році;
- Цуценя, на початку фільму, і дорослого пса в кінці грала одна і та ж собака Тінг. Пса купили на кондратьєвському ринку Ленінграда. Пес виріс на знімальному майданчику. Після закінчення зйомок його забрав додому Веніамін Баснер
- Фільм знімався в місті Виборзі.